# Arizona Cardinals
Arizona Cardinals este o echipă de fotbal american având sediul în orașul Tempe, Arizona, dar jucând pe stadionul University of Phoenix, situat în Glendale, ambele orașe componente ale zonei metropolitane din jurul metropolei Phoenix, statul Arizona.
Echipa face parte din Divizia de Vest din National Football Conference (NFC), parte a ligii nord-americane National Football League (NFL). Clubul Arizona Cardinals a fost în anul 1898, fiind cel mai vechi club profesionist de fotbal american care a activat fără oprire din istoria jocului din Statele Unite ale Americii. 
Echipa a fost fondată în 1898 în Chicago și a fost membră fondatoare a NFL în 1920. Împreună cu Chicago Bears, clubul este unul dintre cele două membre fondatoare NFL, care încă mai operează de la fondarea campioantului. (Green Bay Packers a fost independent până s-a alăturat NFL în 1921).